# Cordell Hull
Cordell Hull (født 2. oktober 1871, død 23. juli 1955) var en amerikansk politiker og udenrigsminister 1933–1944. Han blev tildelt Nobels fredspris i 1945.
Hull fik fornavnet Cordell af sine forældrene, fordi de var stærke i deres tro angående alkoholens skadende effekter på kroppen og sind (Cordial = blandt andet alkoholfri drik)